# 제83회 아카데미상
제83회 아카데미상은 미국 영화예술과학아카데미가 주관하며, 2011년 2월 27일(미국 현지시각) 로스앤젤레스 할리우드의 코닥 극장에서 열렸다.
83회 시상식에서는 모두 24개 부문의 경쟁부문 시상식이 진행되었다. 이날 사회는 배우 제임스 프랭코와 앤 해서웨이가 맡았다. 미국에서는 ABC를 통해 생방송되었고, 대한민국에서는 채널CGV를 통해 생중계되었다. 말더듬증을 극복한 영국 조지 6세의 이야기를 다룬 《킹스 스피치》는 모두 12개 부문 후보에 올라 그중 최우수 작품상, 감독상, 남우주연상, 각본상 등 4개 부문을 수상하며 최고의 영광을 누렸다. 8개 부문 후보에 올랐던 《인셉션》도 4개 부문을 수상했다. 남녀주연상은 《킹스 스피치》의 콜린 퍼스와 《블랙 스완》의 내털리 포트먼에게 각각 돌아갔다. 코언 형제의 리메이크 서부작 《더 브레이브》는 10개 부문 후보에 올랐지만 단 한 개의 오스카도 받지 못했다.

## 각 부문별 수상작(자)
| 부문                 | 수상작(자)                                     |
| -------------------- | ---------------------------------------------- |
| 작품상               | 《킹스 스피치》                                |
| 감독상               | 톰 후퍼《킹스 스피치》                         |
| 남우주연상           | 콜린 퍼스 《킹스 스피치》                      |
| 여우주연상           | 내털리 포트먼 《블랙 스완》                    |
| 남우조연상           | 크리스천 베일 《파이터》                       |
| 여우조연상           | 멀리사 리오 《파이터》                         |
| 각본상               | 데이비드 쉬드러 《킹스 스피치》                |
| 각색상               | 에런 소킨 《소셜 네트워크》                    |
| 애니메이션상         | 《토이 스토리 3》                              |
| 외국어영화상         | 《인 어 베러 월드》(덴마크)                    |
| 다큐멘터리상(장편)   | 《Inside Job》                                 |
| 다큐멘터리상(단편)   | 《Strangers No More》                          |
| 단편영화상           | 《God of Love》                                |
| 단편애니메이션상     | 숀 탠 《The Lost Thing》                       |
| 작곡상               | 트렌트 레즈너, 에티커스 로스 《소셜 네트워크》 |
| 주제가상             | We Belong Together 《토이 스토리 3》           |
| 음향편집상           | 리처드 킹 《인셉션》                           |
| 음향상               | 《인셉션》                                     |
| 미술감독상           | 《이상한 나라의 앨리스》                       |
| 촬영상               | 《인셉션》                                     |
| 분장상               | 《울프맨》                                     |
| 의상상               | 《이상한 나라의 앨리스》                       |
| 편집상상             | 《소셜 네트워크》                              |
| 시각효과상           | 《인셉션》                                     |
| 아카데미명예상       | 케빈 브라운로, 장뤼크 고다르, 일라이 월릭      |
| 어빙 G. 솔버그기념상 | 프랜시스 포드 코폴라                           |

## 수상 특이 사항
- 83회 아카데미상 최우수작품상 후보에 오를 수 있는 자격을 갖춘 영화는 모두 248편이었다. 외국어영화상 후보에 오르기 위해 자국영화를 출품한 나라는 대한민국을 포함하여 모두 66개국이다.[3]

- 인터넷 트랜드의 변화를 보여주듯 83회 아카데미 시상식이 진행되는 5시간동안 트윗 건수가 3640만 건을 기록했다고 AFP통신은 전했다. 이날 시상식을 중계한 ABC방송과 아카데미 측은 트위터를 통해 레드카펫에서 던질 질문을 모으기도 했다.[4]
- 83회 아카데미 시상식은 미국 ABC를 통해 중계되었다. 올해 시청자 수는 3760만 명으로 지난 해 4170만 명보다 9.8% 감소했다.[5]
- 《파이터》로 여우조연상을 수상한 멀리사 리오는 감격에 겨운 나머지 수상소감 중 방송금지 속어(‘f***ing’)를 내뱉었다.[6]

- 내털리 포트먼이 여우주연상을 수상하며 《블랙 스완》은 대한민국 극장흑행에서 오스카 특수를 누렸다. 수상식 이후 《블랙 스완》은 3일 연속 박스오피스 정상을 지켰다.[7]

## 같이 보기
- 제17회 미국 배우 조합상
- 제31회 골든 래즈베리상
- 제63회 프라임타임 에미상
- 제64회 영국 아카데미 영화상
- 제68회 골든 글로브상